# Associazione Calcio Treviso 1962-1963
Questa voce raccoglie le informazioni riguardanti l'Associazione Calcio Treviso nelle competizioni ufficiali della stagione 1962-1963.

## Rosa
| N. |                   | Ruolo | Calciatore                |
| -- | ----------------- | ----- | ------------------------- |
|    | Italia (bandiera) |       | M. Agnoletto              |
|    | Italia (bandiera) |       | P. Agnoletto              |
|    | Italia (bandiera) | C     | Giorgio Baldo             |
|    | Italia (bandiera) | A     | Giuseppe Barbieri         |
|    | Italia (bandiera) | A     | Giovan Battista Benvenuto |
|    | Italia (bandiera) | C     | Giovanni Dal Pozzo        |
|    | Italia (bandiera) | C     | Luciano D'Andrea          |
|    | Italia (bandiera) | P     | Aldo De Piccoli           |
|    | Italia (bandiera) |       | De Toni                   |
|    | Italia (bandiera) | C     | Benito Dei Rossi          |
|    | Italia (bandiera) |       | Dotto                     |
|    | Italia (bandiera) | D     | Tito Marcato              |

| N. |                   | Ruolo | Calciatore           |  |
| -- | ----------------- | ----- | -------------------- |  |
|    | Italia (bandiera) | C     | Gianfranco Maronilli |  |
|    | Italia (bandiera) | D     | Renato Mattiello     |  |
|    | Italia (bandiera) | D     | Luciano Mingardi     |  |
|    | Italia (bandiera) | D     | Alessio Nicolè       |  |
|    | Italia (bandiera) |       | Piovesan             |  |
|    | Italia (bandiera) | P     | Adriano Reginato     |  |
|    | Italia (bandiera) | A     | Giovanni Rovatti     |  |
|    | Italia (bandiera) | D     | Paolo Sirena         |  |
|    | Italia (bandiera) | C     | Gennaro Spangaro     |  |
|    | Italia (bandiera) | A     | Serafino Urban       |  |
|    | Italia (bandiera) | A     | Giorgio Valentinuzzi |  |
|    | Italia (bandiera) | A     | William Zagatti      |  |